# Amphiporus quatrefagesi
Amphiporus quatrefagesi är en djurart som tillhör fylumet slemmaskar, och som beskrevs av Stiasny-Wijnhoff 1936. Amphiporus quatrefagesi ingår i släktet Amphiporus och familjen Amphiporidae. Inga underarter finns listade i Catalogue of Life.